# Lied

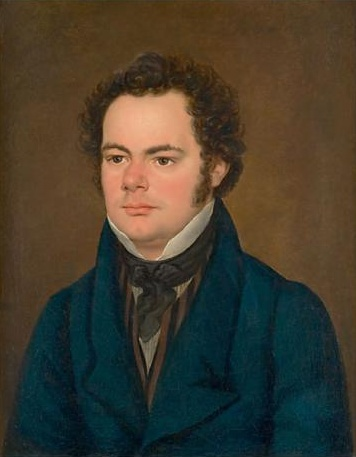
Franz Schubert (1827)

Lied (no plural Lieder) é uma palavra da língua alemã, de gênero neutro, que significa "canção". É um termo tipicamente usado para classificar arranjos musicais para piano e cantor solo, com letras geralmente em alemão, utilizado para expressar em sons os sentimentos descritos nas letras. Na música esta palavra surgiu no período romântico, século XIX, no sentido de partitura. Na Alemanha, esta forma musical é chamada de Kunstlied.
Normalmente, os Lieder são organizados para um único cantor e piano; com acompanhamento orquestral é um desenvolvimento posterior. Alguns dos mais famosos exemplos são de Franz Schubert Der Tod und das Mädchen ("A Morte e a Donzela") e Gretchen am Spinnrade ("Gretchen na roda de giro"). Às vezes estão reunidos em um Liederkreis ou "ciclo de canções", uma série de canções (geralmente três ou mais) amarrado por uma única narrativa ou tema, como Die schöne Müllerin ("A bela Moleira") e Winterreise ("Viagem de Inverno") de Schubert ou Frauen-Liebe und Leben ("O amor e a vida de uma mulher") e Dichterliebe ("Amor de poeta") de Robert Schumann. Schubert, Schumann, Johannes Brahms, Hugo Wolf e Othmar Schoeck são mais associados com este gênero, principalmente desenvolvidos na era romântica e pôs-romântica.